# Llista d'asteroides/163001-163100
| Nom      | Designació provisional | Data de descobriment   | Lloc de descobriment | Descobridor/s  |
| -------- | ---------------------- | ---------------------- | -------------------- | -------------- |
| 163001 - | 2001 SE170             | 20 de setembre de 2001 | Socorro              | LINEAR         |
| 163002 - | 2001 SX175             | 16 de setembre de 2001 | Socorro              | LINEAR         |
| 163003 - | 2001 SN226             | 19 de setembre de 2001 | Socorro              | LINEAR         |
| 163004 - | 2001 SK234             | 19 de setembre de 2001 | Socorro              | LINEAR         |
| 163005 - | 2001 SX265             | 25 de setembre de 2001 | Desert Eagle         | W. K. Y. Yeung |
| 163006 - | 2001 SY275             | 24 de setembre de 2001 | Socorro              | LINEAR         |
| 163007 - | 2001 SD308             | 21 de setembre de 2001 | Socorro              | LINEAR         |
| 163008 - | 2001 ST324             | 16 de setembre de 2001 | Socorro              | LINEAR         |
| 163009 - | 2001 TS35              | 14 d'octubre de 2001   | Socorro              | LINEAR         |
| 163010 - | 2001 TM45              | 14 d'octubre de 2001   | Desert Eagle         | W. K. Y. Yeung |
| 163011 - | 2001 TK75              | 13 d'octubre de 2001   | Socorro              | LINEAR         |
| 163012 - | 2001 TC220             | 14 d'octubre de 2001   | Socorro              | LINEAR         |
| 163013 - | 2001 TG230             | 15 d'octubre de 2001   | Palomar              | NEAT           |
| 163014 - | 2001 UA5               | 17 d'octubre de 2001   | Socorro              | LINEAR         |
| 163015 - | 2001 UX16              | 21 d'octubre de 2001   | Palomar              | NEAT           |
| 163016 - | 2001 UD52              | 17 d'octubre de 2001   | Socorro              | LINEAR         |
| 163017 - | 2001 UP79              | 20 d'octubre de 2001   | Socorro              | LINEAR         |
| 163018 - | 2001 UY97              | 17 d'octubre de 2001   | Socorro              | LINEAR         |
| 163019 - | 2001 UB116             | 22 d'octubre de 2001   | Socorro              | LINEAR         |
| 163020 - | 2001 VT47              | 9 de novembre de 2001  | Socorro              | LINEAR         |
| 163021 - | 2001 WE14              | 17 de novembre de 2001 | Socorro              | LINEAR         |
| 163022 - | 2001 WS28              | 17 de novembre de 2001 | Socorro              | LINEAR         |
| 163023 - | 2001 XU1               | 8 de desembre de 2001  | Socorro              | LINEAR         |
| 163024 - | 2001 XF10              | 9 de desembre de 2001  | Socorro              | LINEAR         |
| 163025 - | 2001 XG10              | 9 de desembre de 2001  | Socorro              | LINEAR         |
| 163026 - | 2001 XR30              | 11 de desembre de 2001 | Socorro              | LINEAR         |
| 163027 - | 2001 XX56              | 10 de desembre de 2001 | Socorro              | LINEAR         |
| 163028 - | 2001 XQ69              | 11 de desembre de 2001 | Socorro              | LINEAR         |
| 163029 - | 2001 XH104             | 15 de desembre de 2001 | Socorro              | LINEAR         |
| 163030 - | 2001 XM107             | 10 de desembre de 2001 | Socorro              | LINEAR         |
| 163031 - | 2001 XW117             | 13 de desembre de 2001 | Socorro              | LINEAR         |
| 163032 - | 2001 XG119             | 13 de desembre de 2001 | Socorro              | LINEAR         |
| 163033 - | 2001 XX142             | 14 de desembre de 2001 | Socorro              | LINEAR         |
| 163034 - | 2001 XM175             | 14 de desembre de 2001 | Socorro              | LINEAR         |
| 163035 - | 2001 XK176             | 14 de desembre de 2001 | Socorro              | LINEAR         |
| 163036 - | 2001 XZ179             | 14 de desembre de 2001 | Socorro              | LINEAR         |
| 163037 - | 2001 XU180             | 14 de desembre de 2001 | Socorro              | LINEAR         |
| 163038 - | 2001 XP181             | 14 de desembre de 2001 | Socorro              | LINEAR         |
| 163039 - | 2001 XG189             | 14 de desembre de 2001 | Socorro              | LINEAR         |
| 163040 - | 2001 XV196             | 14 de desembre de 2001 | Socorro              | LINEAR         |
| 163041 - | 2001 XR203             | 11 de desembre de 2001 | Socorro              | LINEAR         |
| 163042 - | 2001 XH205             | 11 de desembre de 2001 | Socorro              | LINEAR         |
| 163043 - | 2001 XC211             | 11 de desembre de 2001 | Socorro              | LINEAR         |
| 163044 - | 2001 XB213             | 11 de desembre de 2001 | Socorro              | LINEAR         |
| 163045 - | 2001 XZ214             | 13 de desembre de 2001 | Socorro              | LINEAR         |
| 163046 - | 2001 XR233             | 15 de desembre de 2001 | Socorro              | LINEAR         |
| 163047 - | 2001 XS237             | 15 de desembre de 2001 | Socorro              | LINEAR         |
| 163048 - | 2001 XJ240             | 15 de desembre de 2001 | Socorro              | LINEAR         |
| 163049 - | 2001 XS240             | 15 de desembre de 2001 | Socorro              | LINEAR         |
| 163050 - | 2001 XN252             | 14 de desembre de 2001 | Socorro              | LINEAR         |
| 163051 - | 2001 YJ4               | 22 de desembre de 2001 | Haleakala            | NEAT           |
| 163052 - | 2001 YJ9               | 17 de desembre de 2001 | Socorro              | LINEAR         |
| 163053 - | 2001 YF11              | 17 de desembre de 2001 | Socorro              | LINEAR         |
| 163054 - | 2001 YL18              | 17 de desembre de 2001 | Socorro              | LINEAR         |
| 163055 - | 2001 YL61              | 18 de desembre de 2001 | Socorro              | LINEAR         |
| 163056 - | 2001 YM70              | 18 de desembre de 2001 | Socorro              | LINEAR         |
| 163057 - | 2001 YF74              | 18 de desembre de 2001 | Socorro              | LINEAR         |
| 163058 - | 2001 YV78              | 18 de desembre de 2001 | Socorro              | LINEAR         |
| 163059 - | 2001 YN90              | 18 de desembre de 2001 | Socorro              | LINEAR         |
| 163060 - | 2001 YC96              | 18 de desembre de 2001 | Palomar              | NEAT           |
| 163061 - | 2001 YV98              | 17 de desembre de 2001 | Socorro              | LINEAR         |
| 163062 - | 2001 YC105             | 17 de desembre de 2001 | Socorro              | LINEAR         |
| 163063 - | 2001 YM108             | 17 de desembre de 2001 | Socorro              | LINEAR         |
| 163064 - | 2001 YN117             | 18 de desembre de 2001 | Socorro              | LINEAR         |
| 163065 - | 2001 YC131             | 17 de desembre de 2001 | Socorro              | LINEAR         |
| 163066 - | 2001 YH143             | 17 de desembre de 2001 | Socorro              | LINEAR         |
| 163067 - | 2002 AP3               | 6 de gener de 2002     | Palomar              | NEAT           |
| 163068 - | 2002 AP5               | 9 de gener de 2002     | Oizumi               | T. Kobayashi   |
| 163069 - | 2002 AD6               | 5 de gener de 2002     | Kitt Peak            | Spacewatch     |
| 163070 - | 2002 AO7               | 8 de gener de 2002     | Socorro              | LINEAR         |
| 163071 - | 2002 AD8               | 5 de gener de 2002     | Kitt Peak            | Spacewatch     |
| 163072 - | 2002 AD12              | 10 de gener de 2002    | Campo Imperatore     | CINEOS         |
| 163073 - | 2002 AX12              | 10 de gener de 2002    | Campo Imperatore     | CINEOS         |
| 163074 - | 2002 AD14              | 12 de gener de 2002    | Desert Eagle         | W. K. Y. Yeung |
| 163075 - | 2002 AP17              | 9 de gener de 2002     | Socorro              | LINEAR         |
| 163076 - | 2002 AU19              | 8 de gener de 2002     | Socorro              | LINEAR         |
| 163077 - | 2002 AP20              | 6 de gener de 2002     | Haleakala            | NEAT           |
| 163078 - | 2002 AF21              | 8 de gener de 2002     | Socorro              | LINEAR         |
| 163079 - | 2002 AR21              | 9 de gener de 2002     | Socorro              | LINEAR         |
| 163080 - | 2002 AA28              | 7 de gener de 2002     | Anderson Mesa        | LONEOS         |
| 163081 - | 2002 AG29              | 13 de gener de 2002    | Palomar              | NEAT           |
| 163082 - | 2002 AN39              | 9 de gener de 2002     | Socorro              | LINEAR         |
| 163083 - | 2002 AF51              | 9 de gener de 2002     | Socorro              | LINEAR         |
| 163084 - | 2002 AZ53              | 9 de gener de 2002     | Socorro              | LINEAR         |
| 163085 - | 2002 AC62              | 11 de gener de 2002    | Socorro              | LINEAR         |
| 163086 - | 2002 AS71              | 8 de gener de 2002     | Socorro              | LINEAR         |
| 163087 - | 2002 AN74              | 8 de gener de 2002     | Socorro              | LINEAR         |
| 163088 - | 2002 AO74              | 8 de gener de 2002     | Socorro              | LINEAR         |
| 163089 - | 2002 AU77              | 8 de gener de 2002     | Socorro              | LINEAR         |
| 163090 - | 2002 AK80              | 8 de gener de 2002     | Socorro              | LINEAR         |
| 163091 - | 2002 AS80              | 8 de gener de 2002     | Socorro              | LINEAR         |
| 163092 - | 2002 AR81              | 9 de gener de 2002     | Socorro              | LINEAR         |
| 163093 - | 2002 AT100             | 8 de gener de 2002     | Socorro              | LINEAR         |
| 163094 - | 2002 AU100             | 8 de gener de 2002     | Socorro              | LINEAR         |
| 163095 - | 2002 AE102             | 8 de gener de 2002     | Socorro              | LINEAR         |
| 163096 - | 2002 AQ105             | 9 de gener de 2002     | Socorro              | LINEAR         |
| 163097 - | 2002 AJ106             | 9 de gener de 2002     | Socorro              | LINEAR         |
| 163098 - | 2002 AU106             | 9 de gener de 2002     | Socorro              | LINEAR         |
| 163099 - | 2002 AX107             | 9 de gener de 2002     | Socorro              | LINEAR         |
| 163100 - | 2002 AA108             | 9 de gener de 2002     | Socorro              | LINEAR         |